# Yuki Takabayashi
Yuki Takabayashi (高林 佑樹 Takabayashi Yuki?), född 22 maj 1980 i Shizuoka prefektur, är en japansk före detta fotbollsspelare.
Takabayashi började sin karriär 2003 i Shimizu S-Pulse. Efter Shimizu S-Pulse spelade han för Sagan Tosu, Montedio Yamagata och TDK. Han avslutade karriären 2008.